# ديفيد إتش موريارتي
ديفيد إتش موريارتي (بالإنجليزية: David H. Moriarty)‏ هو مهندس الصوت ومهندس أمريكي، ولد في 19 أغسطس 1911 في نبراسكا في الولايات المتحدة، وتوفي في 16 سبتمبر 1989.

## وصلات خارجية
- ديفيد إتش موريارتي على موقع IMDb (الإنجليزية)